# منزل الشرف (المخادر)

تعديل مصدري - تعديل

منزل الشرف هي إحدى قرى عزلة الشرف بمديرية المخادر التابعة لمحافظة إب، بلغ تعداد سكانها 195 نسمة حسب تعداد اليمن لعام 2004.